# Callicostella callicostelloides
Callicostella callicostelloides là một loài rêu trong họ Pilotrichaceae. Loài này được (Herzog & Thér.) B. H. Allen mô tả khoa học đầu tiên năm 2010.